# Sojuz 22
Sojuz 22 è stata una missione della navicella spaziale sovietica Sojuz del settembre 1976. Si trattò del ventunesimo volo equipaggiato di questa capsula nonché del trentanovesimo volo nell'ambito del programma Sojuz sovietico. La navicella spaziale impegnata per questa missione originariamente era stata utilizzata quale navicella di riserva per il programma test Apollo-Sojuz. Infatti portava il numero di serie 74, mentre la capsula del programma test Apollo-Sojuz (cioè quella impegnata per la Sojuz 19) aveva il numero di serie 75.

## Equipaggio
- Valerij Fëdorovič Bykovskij (secondo volo), comandante
- Vladimir Viktorovič Aksënov (primo volo), ingegnere di bordo

## Missione
La traiettoria d'orbita scelta (con un'inclinazione assiale di 64,75º) era totalmente atipica per una missione Sojuz. Sin dalle missioni del programma Voschod infatti tali traiettorie d'orbita non vennero più utilizzate. La decisione di effettuare la missione con questa traiettoria ormai in disuso fu condizionata dal fatto che si voleva coprire, cioè sorvolare, il più possibile territori della Germania Est.
Questa navicella Sojuz non era dotata di un congegno d'aggancio, bensì, al suo posto, di una fotocamera multispettrale modello MKF 6. Già in precedenza (durante la missione Sojuz 13) il congegno d'aggancio era stato sostituito da una telecamera. La fotocamera era stata prodotta in Germania Est dal VEB (Volkseigener Betrieb - tradotto in italiano: ditta/impresa di proprietà del popolo) Carl Zeiss Jena. Con questa fotocamera vennero registrate più di 2.500 immagini fotografiche nello spettro elettromagnetico visibile come pure a radiazione infrarossa di gran parte dell'Unione Sovietica e di quasi tutto il territorio della Germania Est.
Vennero eseguite due correzioni della traiettoria d'orbita, entrambe entro 24 ore dal lancio. La prima modifica della traiettoria d'orbita venne eseguita durante la quarta orbita terrestre e comportò il cambio di traiettoria in un'ellisse con 280 km e 250 km di raggio. La seconda correzione venne effettuata durante la sedicesima orbita terrestre e riportò lo navicella in una traiettoria quasi a forma di cerchio con un raggio di 257 km rispettivamente 251 km.
Incarico ufficiale di questa missione fu il controllo e il miglioramento dei metodi per l'esplorazione terrestre nell'interesse dell'economia sociale dell'Unione Sovietica e della Germania Est.
La fotocamera impiegata era dotata di sei obiettivi - quattro per la luce visibile e due per luce infrarossa. In ogni circostanza si poté registrare una striscia della Terra di 165 chilometri di larghezza. Ciò significava che entro dieci minuti si poteva controllare ed analizzare una superficie pari a mezzo milione di chilometri quadri di grandezza.
La MKF 6 consentiva una combinazione tra fotogrametria e spettrometria. La lunghezza focale fu di 125 mm, la zona spettrale osservata di 460-500 nm, 520-560 nm, 580-620 nm, 640-680 nm, 700-740 nm, 780-860 nm registrate su pellicole del formato 56 mm x 81 mm.
Proprio in quel periodo venne svolta in Norvegia la manovra militare della NATO "Exercise Teamwork". A causa della traiettoria d'orbita differente nei confronti della traiettoria d'orbita della stazione spaziale Almaz 3 che si trovava nello spazio in tale periodo, venne sorvolato la maggior parte del territorio norvegese tanto che si presume che siano state registrate pure delle immagini fotografiche delle zone nelle quali la manovra militare si svolse (si stima una risoluzione pari a 35 metri). Indicazioni concrete su questa speculazione, sia di conferma come pure di negazione, non vennero mai fatte ufficialmente dai responsabili.
Le prime immagini fotografiche vennero registrate delle ferrovia Bajkal-Amur, la quale si trovava in fase di costruzione proprio in quel periodo. Il terzo giorno di missione vennero registrate delle immagini di una zona della Siberia fino al Mare Ochotico ed il Nord dell'Unione Sovietica.
Durante il quarto giorno di missione, l'equipaggio fu impegnato ad osservare l'atmosfera terrestre. Non persero nemmeno l'occasione di registrare delle immagini fotografiche del sorgere e del calare della Luna mentre orbitavano intorno alla Terra. Fu così che poterono constatare se i vetri dell'abitacolo della capsula spaziale erano puliti o meno. Successivamente vennero registrate delle fotografie dell'Asia centrale, del Kazakistan e della Siberia con particolar interesse all'osservazione delle formazioni geologiche e dell'agricoltura praticata in tali zone.
Il quinto giorno di missione venne dedicato al Azerbaigian, alla parte sud dei monti Urali, nuovamente alla ferrovia Baikal-Amur e alla parte ovest della Siberia. Contemporaneamente un aereo di ricognizione sovietico sorvolo la stessa zona con una seconda fotocamera. Al termine della missione le immagini registrate vennero confrontate tra di loro.
L'agenzia di stampa sovietica ITAR-TASS indica per il sesto giorno di missione una zona fino a tale momento non ancora stata oggetto di registrazione fotografica dallo spazio come per esempio parti della Siberia nonché la parte nord e la parte europea dell'Unione Sovietica.
L'ultimo giorno di missione era quasi esclusivamente dedicato alla Germania Est. Un aereo del tipo „Antonow An-30“ sorvolò la zona con un'analoga fotocamera della Sojuz 22. Successivamente vennero ultimate la registrazione fotografica delle zone dell'Asia Centrale, del Kazakistan, dell'est della Sibera, e di parti a sud-ovest dell'Unione Sovietica. Queste immagini poterono essere confrontate con immagini registrate in precedenza.
Ultimo incarico per l'equipaggio fu lo smontaggio della fotocamera. Infatti dovettero effettuare tale operazione per aver in mano i vari filtri (blu, verde, arancione, rosso, viola e nero) della quale la fotocamera era dotata. I filtri furono necessari per poter calibrare le immagini durante il loro sviluppo dopo il rientro a terra. Tale operazione di demontaggio impegno i due cosmonauti per più ore.
Durante la settimana di durata della missione l'equipaggio eseguì, oltre alla registrazione di immagini fotografiche della Terra, degli esperimenti di carattere biologico. Per questo motivo era stato portato a bordo della navicella spaziale una piccola centrifuga con la quale venne analizzato come possano crescere delle piante in una forza di gravità artificiale. L'equipaggio analizzò pure gli effetti della radiazione cosmica dopo che questa avesse passato gli occhi. Questo effetto era in precedenza stato registrato dagli equipaggi del programma Apollo durante le varie fasi di riposo. Gli astronauti dichiararono di vedere, o meglio essere abbagliati da lampi e fulmini quando chiudevano gli occhi per riposare. Questo fatto era proprio dovuto all'esposizione dell'occhio alla radiazione cosmica. A bordo della Sojuz 22 si trovava pure un piccolo acquario e l'equipaggio poté osservare lo sviluppo e la crescita dei pesciolini compagni di missione.
Al termine di una missione di successo, i due cosmonauti poterono prelevare tutte le pellicole dalla fotocamera per depositare il tutto, insieme ad altri oggetti da riportare a terra, negli appositi contenitori posizionati nel modulo di ritorno della navicella spaziale. La fase di rientro in atmosfera e l'atterraggio riuscì perfettamente senza incontrare particolari problemi.
L'equipaggio aveva registrato più di 2.400 immagini fotografiche di 30 zone della Terra. Nessuna delle scatole contenenti le pellicole era difettosa e tutte le immagini erano di ottima qualità. Dichiarazioni ufficiali parlano che la missione abbia contribuito eccezionalmente a favore dell'agricoltura, della cartografia, della mineralogia e dell'idrologia che hanno potuto trarre enorme profitto dai risultati della missione.